# モンテネグロ海軍艦艇一覧
モンテネグロ海軍艦艇一覧は、モンテネグロ共和国海軍が過去保有した、または現在保有する、または将来保有する予定の、未完成・計画中止を含めた歴代艦艇一覧である。
凡例

## 現有勢力（2024年現在）
- 国防予算：1億ドル[1]
- 海軍人員：450名[1]
- 艦船隻数：5隻（排水量20t以上）[1]

哨戒艦×1
練習艦×1
測量艇×3

## 艦艇一覧（近代海軍）

### フリゲート
- コトル級 - 2隻

コトル（RF-33 Kotor）、プーラ（RF-34 Pula）

### 哨戒艦艇

#### 哨戒・警備艦艇
哨戒艦
- Peter I Njegoš級（OPV 60M型） - 2隻建造中[2]

Peter I Njegoš、Peter II Njegoš

#### 高速戦闘艇
ミサイル艇
- コンチャル級

ラーデ・コンチャル（RTOP-401 Rade Koncar）、ハサン・ザヒロヴィク・ラーカ（RTOP-404）、ヨルダン・ニコロフ・オルス（RTOP 405 Jordan Nikolov Orce）、アンテ・バニーナ（RTOP-406 Ante Banina）

#### その他
大統領ヨット
ヤドランカ（Jadranka）